# Буто
Буто (на гръцки: Βουτώ, Boutō), Butus (на гръцки: Βοῦτος, Boutos), или Бутосис е древен египетски град, разположен на 95 km източно от Александрия в Делтата на Нил (шести ном на Долен Египет, „Планинския бик“). Първоначално е бил два града, Пе и Деп, разделяни от единия от ръкавите на Нил, които по-късно са обединени в един, който гърците наричат Буто, а египтяните – Пер-Уаджет (Per-Wadjet). Името означава „дом на Уто“, където Уто е другото име на богинята Уаджет.
Богинята Уаджет първоначално е главно местно божество, често изобразявана като кобра и считана за патрон на Долен Египет.
Нейният оракул се намирал в известния ѝ храм в града. В града се провеждал и ежегоден фестивал в нейна чест. Образът на Уаджет се намирал върху царската корона, носена от владетелите на Долен Египет.
Буто е важно място в додинастичната епоха на Древен Египет. Археологическите находки разкриват, че горноегипетската култура заменя културата на Буто когато Горен и Долен Египет се обединяват.
Главното светилище, посветено на Уаджет е разрушено и днес представлява няколко статуи и други архитектурни елементи, по-голямата част от които са от Новото царство.